# Olabisi Johnson
Olabisi Johnson, detto Bisi (Wheat Ridge, 17 marzo 1997), è un giocatore di football americano statunitense che milita nel ruolo di wide receiver per i Minnesota Vikings della National Football League (NFL).

## Carriera professionistica

### Minnesota Vikings
Johnson fu scelto nel corso del settimo giro (247º assoluto) del Draft NFL 2019 dai Minnesota Vikings. Debuttò come professionista subentrando nella gara del primo turno contro gli Atlanta Falcons senza fare registrare alcuna ricezione. Il primo touchdown lo segnò nella vittoria del settimo turno sui Detroit Lions. La sua stagione da rookie si chiuse con 31 ricezioni per 294 yard e 3 marcature disputando tutte le 16 partite, 6 delle quali come titolare.